# Марлтон (Њу Џерзи)
Марлтон (енгл. Marlton) насељено је место без административног статуса у америчкој савезној држави Њу Џерзи.

## Демографија
По попису из 2010. године број становника је 10.133, што је 127 (-1,2%) становника мање него 2000. године.
| Група             | 2000.         | 2010.         |
| Белци             | 9.203 (89,7%) | 8.494 (83,8%) |
| Афроамериканци    | 295 (2,9%)    | 433 (4,3%)    |
| Азијати           | 429 (4,2%)    | 618 (6,1%)    |
| Хиспаноамериканци | 240 (2,3%)    | 447 (4,4%)    |
| Укупно            | 10.260        | 10.133        |